# Charles J. Donlan
Charles Joseph Donlan (né le 15 juillet 1916 à Lawrence et mort le 28 septembre 2011 à Williamsburg) est un chercheur et responsable américain de la National Aeronautics and Space Administration (NASA).
Il participe au développement des installations de la NASA et des techniques de recherche de l'agence, ainsi qu'à la formulation, à la mise en œuvre et à la direction de programmes techniques visant à soutenir l'exploration spatiale avec ou sans équipage.